# Nuestra Belleza Latina 2011
Nuestra Belleza Latina 2011 es la quinta temporada de Nuestra Belleza Latina y también la quinta temporada transmitida en Univision. El estreno de la temporada tuvo lugar el miércoles 9 de marzo de 2011 a las 10 p.m. /9c.

## Desarrollo
Las audiciones se celebraron una vez más en cinco principales ciudades de EE.UU. que fueron California, Miami, Chicago, Nueva York, además se realizó una audición por primera vez en San Antonio y fuera de los Estados Unidos se realizó en San Juan (Puerto Rico). 
Durante el proceso de audición, 89 mujeres jóvenes se les pasa a las semifinales en Miami, pero para obtener el pase debían tener 5 puntos como suma de lo que le otorgaran los jueces.
En esta ocasión se entregaron 2 pases a través de Internet después de una votación en línea. Los jueces del show son los mismos de la temporada pasada, ellos son Osmel Sousa, Lupita Jones y Julian Gil.
La ganadora del concurso gana un contrato para ser una de las caras nuevas de la personalidad en muchos programas de Univision y entregas de premios y la oportunidad de ganar más de $ 250.000 en efectivo y premios y reinará como Nuestra Belleza Latina 2011 por un año.
Después de un arduo trabajo se realizaron 2 programas (Semifinales), cada uno con 24 chicas que al final arrojaron un grupo de 24 chicas que llegarían a la Semifinal para escoger a las 12 bellezas que se mudarían a la Mansión de la Belleza.

### Concursantes
| Resultado                   | Candidata | Candidata |
| --------------------------- | --- | --------- |
| Nuestra Belleza Latina 2011 | - Nicaragua - Nastassja Bolívar |           |
| 2º Lugar                    | - Puerto Rico - Gredmarie Colón |           |
| 3º Lugar                    | - Colombia - Nicole Suárez |           |
| 4º Lugar                    | - Cuba - Jenny Arzola (Regresó) |           |
| 5º Lugar                    | - México - Miriam Hernández |           |
| 6º Lugar                    | - Puerto Rico - Patricia Corcino |           |
| 7º Lugar                    | - Ecuador - Diana Cano |           |
| 8º Lugar                    | - México - Maribel De Santiago |           |
| 9º Lugar                    | - Puerto Rico - Darla Delgado |           |
| 10º Lugar                   | - México - Jocell Villa |           |
| 11º Lugar                   | - México - Paulette Acosta |           |
| 12º Lugar                   | - República Dominicana - Yahaira Nuñes |           |
| Top 24                      | - Cuba - Juliete Cabrera (Descalificada) - Cuba - Saidee Collado - Cuba - Deyanira Diaz - República Dominicana - Audris Rijo - México - Sonia Rivera - México - Hanna Tejada - México - Fabiola González - México - Vivian Valadez - México - Anna Valencia - Puerto Rico - Yashira Ayala - Puerto Rico - Carol Ramos - Venezuela - Alexandra Olavarria |           |

| No. | Nombre y Apellidos  | País                 | Resultado del show      |
| 1   | Altagracia García   | República Dominicana | Salió por enfermedad    |
| 2   | Bruna Silva         | Brasil               | Eliminada               |
| 3   | Darla Delgado       | Puerto Rico          | Eliminada               |
| 4   | Diana Cano          | Ecuador              | Eliminada               |
| 5   | Diane Ocañe         | Puerto Rico          | Eliminada               |
| 6   | Gredmarie Colón     | Puerto Rico          | Semifinalista           |
| 7   | Hanna Tejada        | México               | Eliminada               |
| 8   | Jenny Arzola        | Cuba                 | Eliminada/Semifinalista |
| 9   | Joseline Farrera    | México               | Eliminada               |
| 10  | Jocell Villa        | México               | Eliminada               |
| 11  | Maribel de Santiago | México               | Eliminada               |
| 12  | Miriam Hernández    | México               | Semifinalista           |
| 13  | Nastassja Bolívar   | Nicaragua            | Ganadora                |
| 14  | Natasha Rodríguez   | Puerto Rico          | Salió por embarazo      |
| 15  | Nicole Suárez       | Colombia             | Semifinalista           |
| 16  | Olivia Feyt         | Cuba                 | Eliminada               |
| 17  | Patricia Cardona    | Venezuela            | Eliminada               |
| 18  | Patricia Corcino    | Puerto Rico          | Semifinalista           |
| 19  | Paulette Acosta     | México               | Eliminada               |
| 20  | Ruth Fabiny         | Paraguay             | Eliminada               |
| 21  | Saidee Collado      | Cuba                 | Eliminada               |
| 22  | Sonia Rivera        | México               | Eliminada               |
| 23  | Vanessa Arriola     | México               | Eliminada               |
| 24  | Vanessa Reyes       | El Salvador          | Eliminada               |
| 25  | Verónica Mayorga    | México               | Eliminada               |
| 26  | Yahaira Núnez       | República Dominicana | Eliminada               |
| 27  | Yuliete Cabrera     | Cuba                 | Expulsada               |
| 28  | Zuleidy Cirino      | Puerto Rico          | Eliminada               |

| No. | Nombre y Apellidos  | País                 | Resultado del show |
| 1   | Darla Delgado       | Puerto Rico          | Eliminada          |
| 2   | Diana Cano          | Ecuador              | Eliminada          |
| 3   | Gredmarie Colón     | Puerto Rico          | Semifinalista      |
| 4   | Josell Villa        | Puerto Rico          | Eliminada          |
| 5   | Maribel de Santiago | México               | Eliminada          |
| 6   | Miriam Hernández    | México               | Semifinalista      |
| 7   | Nastassja Bolívar   | Nicaragua            | Semifinalista      |
| 8   | Nicole Suárez       | Colombia             | Semifinalista      |
| 9   | Patricia Corcino    | Puerto Rico          | Semifinalista      |
| 10  | Paulette Acosta     | México               | Eliminada          |
| 11  | Yahaira Núnez       | República Dominicana | Eliminada          |
| 12  | Yuliete Cabrera     | Cuba                 | Expulsada          |

## Finalistas
| Nombre y Apellidos | País        | Resultado del show |
| Nastassja Bolívar  | Nicaragua   | Ganadora           |
| Gredmarie Colón    | Puerto Rico | 1.ª finalista      |
| Nicole Suárez      | Colombia    | 2.ª finalista      |
| Jenny Arzola       | Cuba        | 3.ª finalista      |

## Tabla de Eliminación
| Top 24 | Top 12 | Ganadora | Primera Finalista |

| A Salvo | Ganó el reto de la semana | Amenazada Salvada por las compañeras | Amenazada Salvada por los jueces | Eliminada | Regresó | Descalificada |

| Etapa:  | Etapa:              | Semi-Finales | Finalistas | Finalistas | Finalistas      | Finalistas | Finalistas | Finalistas | Finalistas | Finalistas | Gala Final    |
| Semana: | Semana:             | 3/27         | 4/3        | 4/10       | 4/17            | 4/24       | 5/1        | 5/8        | 5/15       | 5/15       | 5/22          |
| Lugar   | Candidata           | Resultado    | Resultado  | Resultado  | Resultado       | Resultado  | Resultado  | Resultado  | Resultado  | Resultado  | Resultado     |
| 1       | Nastassja Bolivar   | Salvo        | Salvo      | Salvo      | Salvo           | Salvo      | Ganó       | Bottom 3   | Salvo      | Bottom 2   | Ganadora      |
| 2       | Gredmarie Colon     | Ganó         | Ganó       | Salvo      | Salvo           | Salvo      | Salvo      | Salvo      | Salvo      | Salvo      | 1.ª Finalista |
| 3       | Nicole Suárez       | Salvo        | Bottom 3   | Ganó       | Bottom 2        | Ganó       | Salvo      | Salvo      | Ganó       | Ganó       | 2.ª Finalista |
| 4       | Jenny Arzola*       | Eliminada    |            |            | Regresó*        | Salvo      | Bottom 2   | Bottom 2   | Bottom 2   | Salvo      | 3.ª Finalista |
| 5       | Miriam Hernández    | Salvo        | Ganó       | Salvo      | Salvo           | Salvo      | Salvo      | Ganó       | Salvo      | Eliminada  |               |
| 6       | Patricia Corcino    | Salvo        | Bottom 2   | Salvo      | Ganó            | Bottom 2   | Salvo      | Salvo      | Eliminada  |            |               |
| 7       | Diana Cano          | Salvo        | Ganó       | Bottom 3   | Bottom 3        | Bottom 3   | Bottom 3   | Eliminada  |            |            |               |
| 8       | Maribel De Santiago | Salvo        | Ganó       | Salvo      | Salvo           | Salvo      | Eliminada  |            |            |            |               |
| 9       | Darla Delgado       | Salvo        | Salvo      | Salvo      | Salvo           | Eliminada  |            |            |            |            |               |
| 10      | Jocell Villa        | Salvo        | Ganó       | Bottom 2   | Eliminada       |            |            |            |            |            |               |
| 11      | Juliete Cabrera*    | Salvo        | Salvo      | Salvo      | Descalificada** |            |            |            |            |            |               |
| 12      | Paulette Acosta     | Salvo        | Ganó       | Eliminada  |                 |            |            |            |            |            |               |
| 13      | Yahaira Nuñes       | Salvo        | Eliminada  |            |                 |            |            |            |            |            |               |
| 14-24   | Sonia Rivera        | Eliminada    |            |            |                 |            |            |            |            |            |               |
| 14-24   | Hanna Tejada        |              |            |            |                 |            |            |            |            |            |               |
| 14-24   | Saidee Collado      |              |            |            |                 |            |            |            |            |            |               |
| 14-24   | Audris Rijo         |              |            |            |                 |            |            |            |            |            |               |
| 14-24   | Alexandra Olavarría |              |            |            |                 |            |            |            |            |            |               |
| 14-24   | Yashira Ayala       |              |            |            |                 |            |            |            |            |            |               |
| 14-24   | Fabiola González    |              |            |            |                 |            |            |            |            |            |               |
| 14-24   | Vivian Valadez      |              |            |            |                 |            |            |            |            |            |               |
| 14-24   | Deyanira Díaz       |              |            |            |                 |            |            |            |            |            |               |
| 14-24   | Carol Ramos         |              |            |            |                 |            |            |            |            |            |               |
| 14-24   | Anna Valencia       |              |            |            |                 |            |            |            |            |            |               |

- Semi-Finalista, Jenny Arzola fue la suplente de Juliete Cabrera, debido a su descalificación.

- Juliete Cabrera quedó descalificada después de mostrar unas fotos sexualmente explícitas.